# Cristo (Cima da Conegliano)
Il Cristo è un dipinto eseguito da Cima da Conegliano. Si trova a Dresda, alla Gemäldegalerie Alte Meister.